# Élections législatives tibétaines de 1966
Les Élections législatives tibétaines de 1966 furent les 3e élections de la démocratie tibétaine.
La 3e Assemblée tibétaine, élue le 2 septembre 1966, qui siégea jusqu'au 24 novembre 1969, marque le début de la séparation du gouvernement tibétain en exil du parlement tibétain en exil, conformément à la Constitution de 1963. Les Tibétains comprennent que l'implication des députés dans l'administration centrale tibétaine remet en cause leur capacité à contrôler le gouvernement. Pour la première fois, il y a de véritables candidats, même s'ils sont encore présentés par le comité électoral de Dharamsala et non un parti politique. Une campagne électorale est alors considérée par l'ACT comme potentiellement déstabilisante. Comme pour la 2e Assemblée tibétaine, trois femmes sont élues au nom de la discrimination positive, chacune représentant  l'une des trois régions tibétaines, un représentant supplémentaire étant désigné par le dalaï-lama.

## Analyse

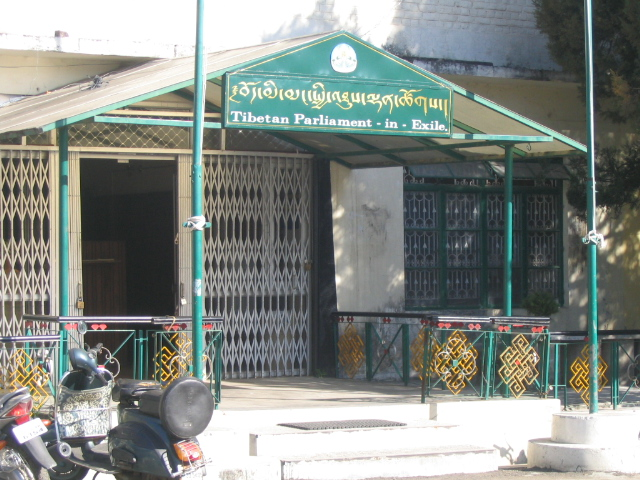
Entrée du Parlement tibétain en exil, local mis en place en 1966.

A la fin de la 2e Assemblée tibétaine, le 3 mai 1966, un local et un secrétariat ont été mis en place, dont bénéficièrent les députés de la 3e Assemblée tibétaine.
En 1969, la 3e Assemblée tibétaine a décidé d'organiser une Assemblée générale annuelle (au niveau national) et a cessé les réunions bisannuelles préalables. La première session a présenté les réalisations des réfugiés tibétains en agriculture, élevage, industries artisanales et institutions religieuses.
Les députés ont acquis de l'expérience du fonctionnement de l’administration pendant qu’ils étaient rattachés aux ministères. À la fin du la 3e Assemblée tibétain, ils ont commencé à superviser le fonctionnement des ministères, ce qui fut un tournant dans le fonctionnement du corps législatif. Cependant, les ministres (kalon) ont continué à rester en dehors du contrôle du Parlement.
Les députés ont tenu leurs propres sessions de Commission, ont examiné les rapports de travail des ministères du gouvernement et ont tenu le Kashag (conseil des ministres) pour responsable des manquements dans la résolution des griefs du public. La Commission a donc servi de pont entre le peuple et le gouvernement.

## Liste des parlementaires de la3eAssemblée tibétaine
| Nombre (et position) | Membre                                                                  | Corps électoral ou tradition |
| -------------------- | ----------------------------------------------------------------------- | ---------------------------- |
| 1 Président          | Jheshong Tsewang Tamdin                                                 | sakyapa                      |
| 2 Vice-président     | Phartsang Chukhor Kalsang Damdul                                        | Ü-Tsang                      |
| 3                    | Sakya Dha Damo Cha’i Khenpo                                             | nommé par le 14e dalaï-lama  |
| 4                    | Kathog Oentrul Rinpoché (démissionne, replacé par Taklung Nyima Sangpo) | nyingmapa                    |
| 5                    | Loling Tsachag Lobsang Kyenrab                                          | gelugpa                      |
| 6                    | Lodoe Tharchin                                                          | kagyupa                      |
| 7                    | Samkhar Tsering Wangdu                                                  | Ü-Tsang                      |
| 8                    | Ngawang Choesang                                                        |                              |
| 9                    | Tengring Rinchen Dolma                                                  |                              |
| 10                   | Tsaphu Tsewang Rinchen                                                  |                              |
| 11                   | Jagoetsang Namgyal Dorje                                                | Kham (Dhotoe)                |
| 12                   | Lobsang Nyendak Sadutshang                                              |                              |
| 13                   | Yabtsang Dechen Dolma                                                   |                              |
| 14                   | Drawu Rinchen Tsering                                                   |                              |
| 15                   | Alag Jigme Lhundub                                                      | Amdo (Dhomey)                |
| 16                   | Kirti Senge                                                             |                              |
| 17                   | Tongkhor Trulku Lobsang Jangchub                                        |                              |
| 18                   | Taktser Gawa Yangdon                                                    |                              |